# スウェーデン鉄道X40形電車
スウェーデン鉄道X40形電車とはスウェーデン鉄道株式会社（SJ AB）が所有する通勤形電車である。

## 概要
アルストム・トランスポール社の開発した近郊列車用標準規格「コラディア」（Coradia）を採用した車両である。着席定員を確保するために2階建車両であるコラディア・デュプレクス（Coradia Duplex）規格を採用した。
2004年から2008年にかけて、2両編成16本（32両）と3両編成27本（81両）の合計43編成113両が投入された。

## 車体外観
車体は27m級の普通鋼製で灰色に塗装されており、先頭部は流線型である。客用ドアは片側2つの片開き式プラグドアで幅を広く取り、ホームとの段差も少なくすることで乗降時間の短縮を図った。このドアとドアの間部分が2階建て構造になっている。

## 内装
一等車と二等車に分かれてはいるが、どちらも座席は通路を挟んで2+2列のクロスシート配置で差異はない。各座席には電源用コンセントが付いている他、ラジオ聞けるようになっている。また、有料ではあるが無線LANを使用することも可能である。なお、2階建て車両であるが座席が2+2列で一般的な2+3列より少ないことや、低床車両であり床下への機器の設置に制約があり客室内に機器を設置せざるを得ないために、着席定員だけを見た場合は在来の車両よりもむしろ少ない。
内装については荷物を置く場所が少ないことや座席の前後間隔の狭さに苦情が出たが、これはハード面だけでの問題ではなく荷物の多い空路客を運ぶ空港発着列車に当ててしまう運用面、ソフト面での問題でもある。

## 運転・走行機器
全ての車両に動力を搭載する。ただし1両につき2つある台車のうち、モーターを搭載するのは動力台車は片方のみで残りは付随台車である。これによりどの車両においても動力台車と付随台車の割合は1：1となり車両重量の均一化を図っている。モーターの出力は1基当たり400kWの大出力のもので、編成当たりの出力は2両編成で1600kW、3両編成で2400kWである。